# Dragi Jelić
Dragi Jelić (Kraljevo, 17. maj 1947) srpski je pevač i gitarista.
Najpoznatiji je kao pevač i gitarista jugoslovenskog i srpskog benda YU grupa, koju je formirao 1970. godine sa svojim bratom Žikom Jelićem. Pre toga 1960-ih je bio član benda Džentlmeni. Zanimljivo da je Jelić izjavio jednom prilikom da su ime njegovog benda YU grupa zapravo odabrali obožavaoci na koncertu u Beogradu, prethodni naziv je bio Idejni posed.

## Diskografija

### Džentlmeni
- Idi (1968)
- Slomljena srca (1969)

#### Singlovi
- „Ona je moja“ (1970)

#### Kompilacija
- Antologija (2006)

### YU grupa
- „ grupa“ (Jugoton 1973)
- „Kako to da svaki dan?“ (Jugoton 1974)
- „ grupa“ (Jugoton 1975)
- „ zlato“ (Jugoton 1976)
- „Među zvezdama“ (Jugoton 1977)
- „Samo napred...“ (PGP RTB 1979)
- „Od zlata jabuka“ (ZKP RTLj 1987)
- „Ima nade“ (PGP RTB 1988)
- „Tragovi“ (PGP RTB 1990)
- „Rim“ (PGP RTS 1995)
- „Dugo znamo se“ (PGP RTS 2005)
- „Evo stojim tu“ (PGP RTS 2016)

## Spoljašnje veze
- Istorija YU grupe